# Nowa Karczma (Kamień)
Nowa Karczma (kaszb. Nowô Karczma) – część wsi Kamień w Polsce, położona w województwie pomorskim, w powiecie wejherowskim, w gminie Szemud, nad południowym brzegiem jeziora Kamień.
W latach 1975–1998 Nowa Karczma administracyjnie należała do województwa gdańskiego.